# فخرآباد (دامغان)
فخرآباد، یکی از روستاهای شهرستان دامغان در استان سمنان ایران است.
این روستا در دهستان قهاب رستاق در بخش امیرآباد واقع است. فخرآباد در ۲۷ کیلومتری جنوب دامغان جای دارد. فاصله این روستا تا جاده دامغان - اصفهان ۱ کیلومتر می‌باشد.
این روستا در فاصله ۲ کیلومتری فرات (مرکز دهستان) قرار دارد. ارتفاع روستا از سطح دریا ۱٬۲۰۰ متر است.

## بنیاد و جمعیت
بنیان این دهکده در مرداد ۱۲۷۹ خورشیدی گذاشته شده‌است. فخرآباد در حاشیه کویر قرار دارد و دارای آب و هوایی خشک و جمعیتی بالغ بر ۲۳۴ نفر است.
این روستا با توجه کمبود اشتغال برای جوانان و مهاجرت روستائیان به شهر دامغان و شهرهای دیگر در حال حاضر چند خانوار به صورت سکنه ثابت دارد که این جمعیت در زمان‌های خاص مثل ایام محرم یا عید نوروز به بیش از ۱۰۰۰ نفر نیز می‌رسد.

## بنا های تاریخی
این روستا دارای یکی از قدیمی‌ترین مساجد در کویر مرکزی ایران است.

## شهدا فخرآباد در دفاع مقدس
روستای فخرآباد در 8 سال نبرد حق علیه باطل 5 شهید گرانقدر تقدیم اسلام و انقلاب اسلامی کرده‌است
شهید علی اکبر خلیل نژاد-شهید حسین خلیل نژاد-شهید ابراهیم خلیل نژاد-شهید محمد مهدی خلیل نژاد-شهید حسن خلیلی نژاد